# Antonio Isasi-Isasmendi
Antonio Isasi-Isasmendi Lasa (Madrid, 22 de marzo de 1927-Ibiza, 28 de septiembre de 2017) fue un director de cine, guionista y productor español.

## Biografía
Comienza su trabajo en el cine como doblador de niños en los estudios «Voz de España», en Barcelona. Allí pasaría a trabajar en las salas de montaje, convirtiéndose en poco tiempo en uno de los más destacados montadores de la época.
Creó su propia productora y, después de dirigir y producir varias películas de ámbito nacional, como Tierra de todos (1962), realizó otras de difusión internacional como La máscara de Scaramouche, coproducción franco-española, They Came to Rob Las Vegas (o Las Vegas, 500 millones), entre EE. UU., Alemania, Italia, Francia y España, The Summertime Killer (o Un verano para matar), entre España, Italia y Francia. Más tarde realizó A Dog Named Veangeance (o El perro) con Francia, España e Italia, producciones internacionales distribuidas en el mundo por las grandes compañías, como Warner Bros, Columbia o Embassy. Hay producciones internacionales con algunos de sus títulos traducidos a trece idiomas y estrenados en Nueva York en más de cuarenta cines a la vez.
El perro fue otra de las coproducciones internacionales destacadas en su carrera, obra basada en la novela Como un perro rabioso, de Alberto Vázquez-Figueroa. Filmes que, en su mayoría, son distribuidos en el mundo por Warner Bros, Columbia o Embassy, entre otras.
De esta manera consiguió hacer un cine internacional desde España, estrenando algunas de sus películas con sesenta copias en los cines de Nueva York y traduciendo algunos de sus títulos a trece idiomas distintos para su difusión mundial.
En 1988 dirige El aire de un crimen, basada en la novela homónima del escritor Juan Benet y candidata al Goya al mejor guion adaptado en la tercera edición de los Premios Goya.
A sus órdenes trabajaron actores de la talla de Lee J. Cobb, Elke Sommer, Karl Malden, Raf Vallone, Jack Palance, Olivia Hussey, Jason Miller, Lea Massari, Gérard Barray, Gary Lockwood, Horst Buchholz, Klaus Kinski, Christopher Mitchum, Fernando Rey, Francisco Rabal, Maribel Verdú, Germán Cobos y Marisa Paredes, entre otros.
Miembro de varios jurados internacionales, presidió los de Berlín, San Sebastián y Málaga.
Entre los premios recibidos en mérito a su trabajo, figuran cinco como mejor director del año, tres como mejor película, cuatro del Círculo de Escritores Cinematográficos, cinco Sant Jordi de la Crítica de Barcelona y tres Ciudad de Barcelona.
La Academia de las Artes y las Ciencias Cinematográficas de España le concedió en su XIV edición el Goya de Honor por su destacada aportación al cine.
Fue poseedor de la Encomienda de Isabel La Católica y estaba distinguido, así mismo, como Oficial de la Orden del Mérito Civil.
Escribe Memorias tras la cámara (50 años en un cine español), libro editado por la Sociedad de Autores de España y por la editorial 8½ de Madrid. En este libro narra todo lo que representó su carrera en el cine.
En 2008 la Editorial Aguilar publica su segundo libro, Los años grises, en el que describe el tiempo de su adolescencia en la ciudad de Barcelona en plena guerra civil y su paso por la isla de Ibiza en compañía de sus padres durante la niñez.
Entre otros premios recibidos a lo largo de su trabajo figuran siete Nacionales, varios como Mejor Película, Mejor Dirección, etc. —equivalentes a los Goya de hoy—. Cuatro del Círculo de Escritores Cinematográficos, cinco Sant Jordi de la Crítica de Barcelona y tres Ciudad de Barcelona.
Igualmente, era poseedor de la Medalla de Oro de la Academia de Artes y Ciencias Cinematográficas de España. Recibe el premio de Honor de la ASDREC, Agrupación de los Directores Españoles. En el año 2000 se le concede el Goya de Honor por su destacada aportación a nuestro cine.
Desde entonces recibió numerosos homenajes y retrospectivas por parte de la Filmoteca de la Generalidad de Cataluña, Filmoteca de Murcia y de Bilbao, donde se le hizo entrega del «Mikeldi de Honor».
A principios de 2009 es nombrado miembro de Honor de la Academia de las Artes y Ciencias Cinematográficas de España. En el mismo año se le otorga por la ciudad de Ibiza, donde residía, la Medalla de Oro de la Ciudad. Es galardonado con una «María Honorífica» en el Festival de Cine Sitges.
Se le ha otorgado la Medalla de Oro al Mérito en las Bellas Artes por su Majestad el Rey, correspondiente al año 2007.
En 2011, la recientemente constituida Academia del Cinema de Cataluña le nombra miembro de honor de la misma. Sus manos están impresas en una de las placas de bronce de la plaza del Parc de Ibiza, formando parte del conjunto Mans d'Eivissa del escultor Frédéric Berthelot.
Su hija, la actriz María Isasi, nacida en 1975, es fruto de su relación con la también actriz Marisa Paredes.

## Filmografía
Antonio Isasi-Isasmendi dirigió un total de 18 películas a lo largo de más de 30 años.
- 1950: Barcelona es bona (Documental)
- 1954: Relato policíaco
- 1956: La huida
- 1958: 
  - Rapsodia de sangre
  - Pasión bajo el sol
- 1959: Diego Corrientes
- 1960: Sentencia contra una mujer
  - La mentira tiene cabellos rojos
- 1962: Vamos a contar mentiras
- 1962: Tierra de todos
- 1963: La máscara de Scaramouche
- 1965: Estambul 65
- 1968: Las Vegas, 500 millones
- 1970: Los monstruos del terror
- 1972: Un verano para matar
- 1975: Rafael en Raphael (Documental)
- 1977: El perro
- 1988: El aire de un crimen

## Premios
Medallas del Círculo de Escritores Cinematográficos.
| Año  | Categoría      | Película                |
| ---- | -------------- | ----------------------- |
| 1965 | Mejor director | Estambul 65             |
| 1968 | Mejor director | Las Vegas, 500 millones |
| 1972 | Mejor director | Un verano para matar    |